# 葛西康
葛西 康（かさい やすし、1905年〈明治38年〉8月13日 - 1990年〈平成2年〉3月26日）は、日本の洋画家。青森県出身。
秋田大学教授、一陽会会員、菁々会会員。

## 略年譜
1905年（明治38年）に青森県弘前市で生まれる。1925年（大正14年）に青森師範学校（現・弘前大学）を卒業。1930年（昭和5年）に青森師範学校（現・弘前大学）専攻科を卒業。
1933年（昭和8年）に上京し、板橋区江古田町1856番地に落ち着き、東京・滝野川小学校に訓導として勤める。その後、東京・四谷第一小学校に移り同校訓導として勤める。鈴木信太郎に師事する。1941年（昭和16年）に菁々会の会員に推挙され、同年12月9日から銀座・菊屋画廊で開催された第3回菁々会展に『海』・『山』・『川』・『風景』の4点を出品。その前日（昭和16年12月8日）から太平洋戦争（大東亜戦争）が勃発し開催が危ぶまれた厳しい中での展覧会であったが最終日まで開催。1942年（昭和17年）第29回二科美術展に出品した『採果』（F―50号）で岡田賞（帝室技芸員だった岡田三郎助の会よりの奨励賞）を受ける。1944年（昭和19年）第6回菁々会展を開催するも戦争が苛烈になり、3日間のみの開催で解散し、菁々会展の中止のやむなきに至る。1945年(昭和20年)6月秋田市に疎開するも、8月終戦となる。
1945年（昭和20年）秋田市立女子高等学校に着任。1947年（昭和22年）同女子高等学校が秋田市立高等学校（男女共学）に校名変更なったが引き続き教師を継続。1955年（昭和30年）7月、鈴木信太郎らが「二科」から独立し、「一陽会」が設立されたのを機にこれに出品、以後毎年出品、会員に推挙される。同年(昭和30年)秋田大学の講師に任じられる。1962年（昭和37年）秋田大学助教授に昇任。1965年（昭和40年）秋田大学教授に昇任。
1969年(昭和44年)進藤章、川原井正と3人で「菁々会」を復活。この年の11月、銀座・月光荘ギャラリーでの第7回菁々会展に9点に及ぶ作品を出品し、以後毎年出品。1971年（昭和46年）3月、秋田大学を定年退官。秋田大学美術科卒業生で組織する「杉・美術」が中心となり「退官記念展覧会」を県立美術館で開催。1973年(昭和48年)日本対外文化美術使節として内田慎三らとソビエトを訪問。滞在中に「キエフ」等何点かを作画する。
1975年（昭和50年）6月、新秋田画廊で個展を開催。翌年（昭和51年）9月、母校弘前市立小友小学校の創立百周年記念として「雨雲の八郎潟」（100号）を寄贈。1976年(昭和51年)10月追悼進藤章第12回菁々会展を銀座・ゑり円画廊で川原井正と二人で開催。この間青森中央短期大学教授に就任。
1978年（昭和53年）7月、住居を東京都東大和市湖畔に移転。この年の9月28日に「秋田県立近代美術館」に下記の作品が収蔵された。
- 1962年作『雪庭（寒日）』「100号」
- 1964年作『雪讃歌D』「100号」
- 1965年作『八郎潟風景B』「100号」
- 1967年作『花火A』「120号」
- 1967年作『花火B』「120号」
- 1971年作『暑の庭』「100号」
- 1971年作『緑庭の午後』「100号」
- 1972年作『雪庭讃歌』「100号」
- 1976年作『讃歌』「100号」
- 1976年作『窓（鳩笛）』「80号」
- 1975年作『ねぶた祭り』「100号」
- 1974年作『古都遠望（キエフ）』「80号」

1981年(昭和56年)10月、銀座・月刊美術画廊にて、川原井正と油絵二人展を開催。
1990年（平成2年）3月26日、満84歳没 。